# Satomi Yoshihiro
Satomi Yoshihiro est un nom japonais traditionnel ; le nom de famille (ou le nom d'école), Satomi, précède donc le prénom (ou le nom d'artiste).
Satomi Yoshihiro (里見 義弘, 1530-5 juillet 1578) est un samouraï du clan Satomi qui a combattu contre le clan Go-Hōjō durant l'époque Sengoku de l'histoire du Japon.
Il est défait par Hōjō Ujiyasu à la bataille de Kōnodai de 1564. Son père, Satomi Yoshitaka, avait été défait par Hōjō Ujitsuna, le père de Ujiyasu, à la première bataille de Kōnodai en 1538. Yoshihiro a aussi commandé des forces à la bataille de Mifunedai en 1567 durant laquelle le commandement ennemi Ōta Ujisuke a été tué.

## Source de la traduction
- (en) Cet article est partiellement ou en totalité issu de l’article de Wikipédia en anglais intitulé « Satomi Yoshihiro » (voir la liste des auteurs).